# Resolució 2026 del Consell de Seguretat de les Nacions Unides
La Resolució 2026 del Consell de Seguretat de les Nacions Unides fou adoptada per unanimitat el 14 de desembre de 2011. Després de reafirmar totes les resolucions sobre el conflicte de Xipre, en particular les resolucions 1251 (1999) i 1953 (2010), el Consell va ampliar el mandat de la Força de les Nacions Unides pel Manteniment de la Pau a Xipre (UNFICYP) durant sis mesos més fins al 19 de juliol de 2012.
El Consell també va demanar als líders grecoxipriotes i turcoxipriotes que intensifiquessin les negociacions, que participessin de forma constructiva i oberta en el procés i que treballessin per aconseguir convergències sobre els assumptes bàsics restants per preparar la seva propera reunió amb el Secretari General de les Nacions Unides el gener de 2012. També es demanà al Secretari General que presentés un informe sobre la implementació de la present resolució.